# João Amaral (labdarúgó, 1991)
João Amaral (Vila Nova de Gaia, 1991. szeptember 7. –) portugál labdarúgó, a lengyel Lech Poznań középpályása.

## Pályafutása
Amaral a portugáliai Vila Nova de Gaia városában született. Az ifjúsági pályafutását a helyi Vilanovense és Vila csapatában kezdte, majd 2009-ben a Candal akadémiájánál folytatta.
2010-ben mutatkozott be a Candal felnőtt keretében. 2012 és 2018 között több klubnál is szerepelt, játszott például a Padroense, a Mirandela, a Pedras Rubras, az Oliveirense, a Vitória Setúbal és a Benfica csapatában is. 2018. július 21-én az első osztályban szereplő Lech Poznań szerződtette. Először a 2018. július 29-én, a Cracovia ellen 2–0-ra megnyert mérkőzés 70. percében, Darko Jevtić cseréjeként lépett pályára. Első ligagólját 2018. augusztus 12-én, a Zagłębie Sosnowiec ellen hazai pályán 4–0-ás győzelemmel zárult találkozón szerezte meg. A 2019–20-as szezon második felében és a 2020–21-es szezonban a Paços Ferreiránál szerepelt kölcsönben.

## Statisztikák
2022. november 12. szerint
| Klub                         | Szezon   | Osztály       | Bajnokság | Bajnokság | Kupa és Ligakupa | Kupa és Ligakupa | Nemzetközi | Nemzetközi | Összesen | Összesen |
| Klub                         | Szezon   | Osztály       | Meccs     | Gól       | Meccs            | Gól              | Meccs      | Gól        | Meccs    | Gól      |
| ---------------------------- | -------- | ------------- | --------- | --------- | ---------------- | ---------------- | ---------- | ---------- | -------- | -------- |
| Vitória Setúbal              | 2016–17  | Liga Portugal | 33        | 5         | 3                | 0                | —          | —          | 36       | 5        |
| Vitória Setúbal (kölcsönben) | 2017–18  | Liga Portugal | 33        | 9         | 6                | 0                | —          | —          | 39       | 9        |
| Vitória Setúbal (kölcsönben) | Összesen | Összesen      | 66        | 14        | 9                | 0                | 0          | 0          | 75       | 14       |
| Lech Poznań                  | 2018–19  | Ekstraklasa   | 24        | 8         | 2                | 1                | 3          | 1          | 29       | 10       |
| Lech Poznań                  | 2019–20  | Ekstraklasa   | 15        | 3         | 2                | 0                | —          | —          | 17       | 3        |
| Lech Poznań                  | 2021–22  | Ekstraklasa   | 32        | 14        | 4                | 3                | —          | —          | 36       | 17       |
| Lech Poznań                  | 2022–23  | Ekstraklasa   | 13        | 2         | 0                | 0                | 13         | 2          | 26       | 4        |
| Lech Poznań                  | Összesen | Összesen      | 84        | 27        | 8                | 4                | 16         | 3          | 108      | 34       |
| Paços Ferreira (kölcsönben)  | 2019–20  | Liga Portugal | 19        | 1         | 1                | 0                | —          | —          | 20       | 1        |
| Paços Ferreira (kölcsönben)  | 2020–21  | Liga Portugal | 29        | 1         | 2                | 0                | —          | —          | 31       | 1        |
| Paços Ferreira (kölcsönben)  | Összesen | Összesen      | 48        | 2         | 3                | 0                | 0          | 0          | 51       | 2        |
| Összesen                     | Összesen | Összesen      | 198       | 43        | 20               | 4                | 16         | 3          | 234      | 50       |

## Sikerei, díjai
Lech Poznań
- Ekstraklasa
  - Bajnok (1): 2021–22

- Lengyel Kupa
  - Döntős (1): 2021–22

- Lengyel Szuperkupa
  - Döntős (1): 2022